# Chamm ol Ḩamīd
Chamm ol Ḩamīd (persiska: چمّ الحمید, Cham ol Ḩamīd) är en ort i Iran.   Den ligger i provinsen Khuzestan, i den centrala delen av landet, 500 km sydväst om huvudstaden Teheran. Chamm ol Ḩamīd ligger 27 meter över havet och antalet invånare är 666.
Terrängen runt Chamm ol Ḩamīd är mycket platt. Runt Chamm ol Ḩamīd är det ganska tätbefolkat, med 144 invånare per kvadratkilometer. Närmaste större samhälle är Zovīyeh-ye Do, 7,6 km norr om Chamm ol Ḩamīd. Trakten runt Chamm ol Ḩamīd är ofruktbar med lite eller ingen växtlighet.